# Saison 2 des Soprano
Chronologie
Saison 1 Saison 3
Cet article présente les épisodes de la deuxième saison de la série télévisée Les Soprano.

## Synopsis
Le frère de Jackie, Richie Aprile, est libéré de prison et s'avère être incontrôlable dans le monde des affaires. Il entame une relation avec Janice, la sœur de Tony, qui vient d'arriver de Seattle. « Big Pussy » revient dans le New Jersey après une absence remarquée.
Christopher Moltisanti se fiance avec sa petite amie Adriana La Cerva. Matthew Bevilaqua et Sean Gismonte, deux associés de bas niveau insatisfaits de leur manque de succès auprès de l'équipe des Soprano, tentent de se faire un nom en essayant de tuer Christopher. Leur plan échoue et Christopher tue Sean, mais il est gravement blessé. Tony et Pussy localisent Matthew et le tuent. Un témoin se rend au FBI et identifie Tony.
Junior est assigné à résidence en attendant son procès. Richie, frustré par l'autorité de Tony sur lui, supplie Junior de faire tuer Tony. Junior feint l'intérêt, puis informe Tony des intentions de Richie, laissant à Tony un autre problème à régler. Cependant, la situation est désamorcée de façon inattendue lorsque Janice tue Richie dans une violente dispute ; Tony et ses hommes dissimulent toutes les preuves du meurtre, et Janice retourne à Seattle.
Tony, réalisant que Big Pussy est un informateur du FBI, le tue à bord d'un bateau (avec l'aide de Silvio Dante et Paulie Gualtieri), se débarrassant de son corps en mer.

## Distribution

### Principaux et récurrents
- James Gandolfini (VF : Érik Colin) : Tony Soprano (13 épisodes)
- Lorraine Bracco (VF : Maïk Darah) : Dr Jennifer Melfi (11 épisodes)
- Edie Falco (VF : Dominique Dumont) : Carmela Soprano (13 épisodes)
- Michael Imperioli (VF : Lionel Melet) : Christopher Moltisanti (12 épisodes)
- Dominic Chianese (VF : Georges Lycan) : Corrado « Junior » Soprano (11 épisodes)
- Vincent Pastore (VF : Alain Flick) : Salvatore « Big Pussy » Bonpensiero (13 épisodes)
- Steven Van Zandt (VF : François Leccia) : Silvio Dante (10 épisodes)
- Tony Sirico (VF : Hervé Jolly) : Paulie Gualtieri (10 épisodes)
- Robert Iler (VF : Natacha Gerristen) : Anthony Soprano, Jr. (10 épisodes)
- Jamie-Lynn Sigler (VF : Fily Keita) : Meadow Soprano (12 épisodes)
- Nancy Marchand (VF : Francette Vernillat) : Livia Soprano (10 épisodes)
- Drea de Matteo (VF : Élisabeth Fargeot) : Adriana La Cerva (9 épisodes)
- David Proval (VF : Philippe Catoire) : Richie Aprile (10 épisodes)
- Aida Turturro (VF : Catherine Privat) : Janice Soprano (12 épisodes)
- Louis Lombardi (VF : Marc François) : Agent Skip Lipari (8 épisodes)
- Federico Castelluccio (VF : Olivier Jankovic) : Furio Giunta (8 épisodes)
- Lillo Brancato (VF : Guillaume Orsat) : Matthew Bevilaqua (6 épisodes)
- Steve Schirripa (VF : Gérard Surugue) : Bobby Baccalieri (6 épisodes)
- Jerry Adler (VF : Michel Ruhl) : Herman « Hesh » Rabkin (5 épisodes)
- Chris Tardio (VF : Eric Etcheverry) : Sean Gismonte (4 épisodes)
- Peter Bogdanovich (VF : Jacques Brunet) : Dr. Elliot Kupferberg (4 épisodes)
- John Ventimiglia (VF : Antoine Tomé) : Arthur « Artie » Bucco (4 épisodes)
- Toni Kalem : Angie Bonpensiero (4 épisodes)
- Vincent Curatola : Johnny Sack (3 épisodes)
- Oksana Lada (VF : Valérie De Vulpian) : Irina Peltsin (3 épisodes)
- Tom Aldredge (VF : Yves-Marc Gilbert) : Hugo « Hugh » De Angelis (3 épisodes)
- Suzanne Shepherd (VF : Lily Baron) : Mary Pellegrino De Angelis (3 épisodes)
- Robert Patrick (VF : Jean-Pierre Leroux) : David Scatino (3 épisodes)
- Sharon Angela (VF : Marion Game) : Rosalie Aprile (3 épisodes)
- David Margulies : Neil Mink (3 épisodes)
- John Fiore (VF : Thierry Buisson) : Gigi Cestone (3 épisodes)
- Paul Herman : Peter « Beansie » Gaeta (3 épisodes)
- Maureen Van Zandt (VF : Danièle Servais-Orth) : Gabriella Dante (3 épisodes)
- Nicole Burdette (VF : Françoise Pavy) : Barbara Soprano Giglione (2 épisodes)
- Ed Vassalo : Tom Giglione (2 épisodes)
- Joseph R. Gannascoli (VF : Philippe Dumond) : Vito Spatafore (2 épisodes)
- Dan Grimaldi (VF : Patrice Keller) : Phillip « Philly Spoons » Parisi (2 épisodes)
- Sofia Milos (VF : Pascale Vital) : Annalisa Zucca (2 épisodes)
- Frank Pellegrino (VF : Paul Bisciglia) : Agent Frank Cubitoso (2 épisodes)
- Richard Portnow (VF : Maurice Sarfati) : Harold Melvoin (2 épisodes)
- Matthew Sussman : Dr Douglas Schreck (2 épisodes)
- Joe Penny (VF : José Luccioni) : Vic Musto (2 épisodes)

### Autres
- George Loros : Raymond Curto (épisode 1)
- Bill Cobbs : Révérend Herman James, Sr. (épisode 2)
- Gregory Alan Williams (VF : Bernard Woringer) : Révérend James, Jr. (épisode 2)
- Robert Desiderio (VF : Julien Thomast) : Jack Massarone (épisode 2)
- Michele de Cesare : Hunter Scangarelo (épisode 3)
- David Chase : caméo (épisode 4)
- Kathrine Narducci (VF : Annick Cisaruk) : Charmaine Bucco (épisode 5)
- John Hensley : Eric Scatino (épisode 6)
- Paul Mazursky : « Sunshine » (épisode 6)
- Frank Sinatra Jr. : lui-même (épisode 6)
- Lewis J. Stalden : Dr Ira Fried (épisode 6)
- Sandra Bernhard : elle-même (épisode 7)
- Jon Favreau : lui-même (épisode 7)
- Dominic Fumusa : Gregory Moltisanti (épisode 7)
- Janeane Garofalo : elle-même (épisode 7)
- Frank Pando : Agent Grasso (épisode 7)
- Steve Porcelli : Matt Bonpensiero (épisode 7)
- Alicia Witt (VF : Anne Rondeleux) : Amy Safir (épisode 7)
- Patty McCormack : Liz La Cerva (épisode 8)
- Saundra Santiago : Jeannie Cusamano et Joan O'Connell (épisode 8)
- Judy Reyes : la petite amie de Paulie Gualtieri (épisode 9)
- Mary Louise Wilson : Catherine Romano (épisode 11)
- Will McCormack (VF : Sébastien Desjours) : Jason La Penna (épisode 12)
- Joe Lisi : Dick Barone (épisode 12)
- Vito Antuofermo : Bobby Zanone (épisode 12)
- Sabine Singh : Tracy (épisode 12)
- Jennifer Albano : Connie (épisode 12)
- Matt Servitto : Agent Harris (épisode 12)
- Gary Perez : Agent Marquez (épisode 12)
- Terry Winter : Tom Amberson (épisode 12)

## Accueil

### Accueil critique
La deuxième saison des Soprano est généralement saluée par la critique, avec un score de 97 sur 100 pour Metacritic et de 91 % sur Rotten Tomatoes,. Ce dernier fait état d'un consensus critique sur le fait que « la solide distribution et l'écriture solide des Soprano ajoutent de la profondeur aux personnages parfois improbables de la série et à leurs actes répugnants, ce qui en fait une série qui incite à la réflexion et qui est constamment captivante ». Selon Ed Bark du Dallas Morning News, « cela pourrait être la meilleure série télévisée de notre époque. Pas pour tout le monde, non. Mais pour ce qu'elle est, Les Soprano est presque magique ». Steve Johnson du Chicago Tribune a fait l'éloge de la série pour avoir dépeint avec précision la communication humaine, observant comment la série révèle que « les questions les plus importantes proviennent de malentendus et de mauvaises interprétations ». Eric Mink du New York Times a écrit à propos de l'écriture unique et des multiples facettes de la série : « Les Sopranos reste une vitrine pour une écriture férocement distinctive, une mise en scène inventive et des représentations brillantes de personnages multicouches étonnamment […] sympathiques, par un groupe d'acteurs parfaitement distribués qui ne retiennent rien ».

## Épisodes

### Épisode 1:S.O.S. Psychiatre

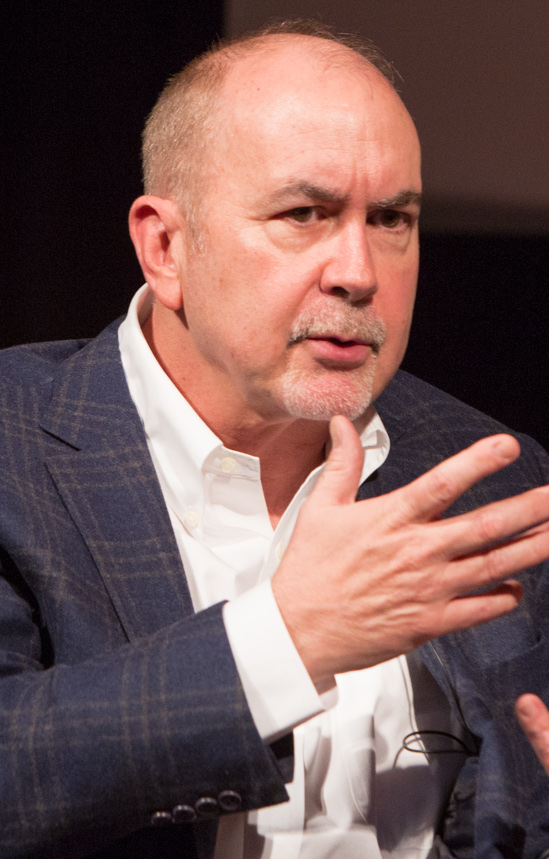
Le producteur-scénariste-réalisateur de la série Terence Winter, ici en 2015, apparaît dans le rôle de Tom Amberson, un patient du Dr Melfi.

- États-Unis : 16 janvier 2000 sur HBO
- France : 14 juin 2000 sur Jimmy[7]

- États-Unis : 7,64 millions de téléspectateurs[8] (première diffusion)

Plusieurs mois après l'exécution de Mikey Palmice, l'hospitalisation de Livia Soprano et l'arrestation de l'oncle Junior, les affaires semblent reprendre leur cours normal. Tony Soprano ne voit plus le Dr Melfi et s'auto-médicamente. Quand on parle de sa mère, il dit : « Elle est morte pour moi ». Il continue à voir Irina. L'argent continue d'arriver de Ray Curto, Paulie Gualtieri et Silvio Dante. Tony fait exécuter un des hommes de son oncle, Philly Parisi, pour avoir répandu des commérages sur la famille Soprano.
Janice, la sœur aînée de Tony, arrive de Seattle. Tony est inquiet car il sait qu'elle va lui demander de l'argent mais il la laisse rester chez lui. Lors d'une réunion de famille, Carmela sourit en regardant Tony embrasser Janice et sa jeune sœur, Barbara. Mais Janice s'intéresse au testament de Livia et à sa maison. Tony essaie de vendre la maison et soupçonne Janice de vouloir faire obstacle à la vente.
L'humeur de Tony se dégrade après l'arrivée de Janice. En conduisant, il a une crise de panique et sort de la route. Il consulte un nouveau psychiatre, qui dit à Tony qu'il le reconnaît et qu'il ne prend pas de nouveaux patients. Il téléphone au Dr Melfi dans la chambre de motel où elle reçoit des patients, et lui dit que ses affaires sont maintenant en sécurité ; elle est effrayée, réalisant qu'il sait où elle se trouve. Il l'affronte dans un restaurant et tente de s'excuser. Elle lui dit qu'un de ses patients s'est suicidé parce que son traitement a été interrompu. De son côté, il tente de la rassurer en lui disant que personne n'a été tué à cause d'elle. Après une pause, elle lui dit de sortir de sa vie.
Christopher Moltisanti engage quelqu'un pour passer son examen d'agent de change et devient l'agent de conformité de la SEC dans une société d'investissement. Il s'agit en fait d'un centre d'appel qui pratique le pump and dump. Il est assisté par deux jeunes hommes désireux de marquer les esprits, Matt Bevilaqua et Sean Gismonte. Lorsqu'il sort, ils battent l'un des courtiers qui donnait de véritables conseils en matière d'investissement. Tony réprimande Chris, lui disant de prendre ses responsabilités au sérieux, mais termine la réunion avec un sourire.

### Épisode 2:Acharnement thérapeutique
- États-Unis : 23 janvier 2000 sur HBO
- France : 24 septembre 2000 sur Jimmy[7]

- États-Unis : 5,33 millions de téléspectateurs[11] (première diffusion)

L'entreprise de construction de Jack Massarone, qui fournit des emplois fictifs à Tony, est prise d'assaut par des manifestants noirs, dirigés par le révérend Herman James, Jr, qui réclament des emplois pour les travailleurs noirs. En échange du paiement de Massarone, Tony envoie quelques voyous qui battent brutalement les manifestants. Lui et le révérend James sont de connivence et se partagent le paiement.
Le responsable de Pussy au FBI, Skip Lipari, fait pression pour obtenir des informations, mais Pussy gagne du temps.
Tony rend visite à Junior en prison. Ils se disputent : Junior essaie de convaincre Tony que Livia n'a rien à voir avec le coup porté à sa vie, et qu'il devrait faire la paix avec elle ; Tony se moque de lui parce qu'il est manipulé par Livia. Tony rencontre Bobby « Bacala » Baccalieri, l'assistant de Junior, et lui dit que Junior gardera le titre de patron et sera autorisé à gagner pour couvrir ses besoins ; le reste revient à Tony. La libération de Junior pour raisons médicales est obtenue ; il est placé en résidence surveillée avec un bracelet électronique à la cheville. Lors d'un faux rendez-vous avec son médecin, Junior dit à Tony que le propriétaire de l'ancienne maison de retraite de Livia, Freddie Capuano, a fait des commérages sur lui, Livia et Tony. Capuano disparaît ; un policier de l'État trouve sa Cadillac abandonnée sur un terrain vague, avec sa perruque à proximité.
Janice continue de rendre visite à sa mère à l'hôpital. Elles se disputent, mais quand Janice joue une vieille musique que Livia aime, elles se rapprochent pour la première fois depuis des années. Livia parle de l'argent qu'elle a caché ; elle ne se souvient pas où. Tony dit avec mépris à Janice qu'ils se méritent l'une l'autre ; elle peut vivre avec Livia dans la maison de cette dernière lorsqu'elle quitte l'hôpital. En parlant à sa grand-mère, A.J. mentionne innocemment le NPR (ordonnance de ne pas réanimer). Elle se rend compte que Janice et Tony envisagent une instruction NPR pour elle.

### Épisode 3:Au Plaisir
- États-Unis : 30 janvier 2000 sur HBO
- France : 1er octobre 2000 sur Jimmy[7]

Le Dr Melfi dîne dans un restaurant avec des amies et est un peu éméchée. Elle voit Tony à une table avec un groupe d'hommes alors qu'elle s'en va. Elle fait une pause et tente maladroitement d'avoir une petite conversation. En partant, elle fait signe de la main et dit « Au plaisir ! ». Les amis de Tony font des commentaires grossiers à son sujet et Tony prétend qu'elle est une ancienne petite amie. Melfi est mortifiée par son comportement et reconnaît à son thérapeute, le Dr Elliot Kupferberg, que pour échapper à sa responsabilité de thérapeute, elle s'est comportée comme « une jeune fille débile ».
Meadow organise une fête pour quelques amis dans la maison de Livia. De nombreuses personnes non invitées se présentent ; il y a de la drogue et de l'alcool, et la police arrive. L'un des policiers connaît Tony et le contacte. Tony trouve Meadow ivre et la raccompagne à la maison. Carmela et lui ne savent pas comment la punir. Elle les incite à lui retirer sa carte de crédit pendant trois semaines, tout en lui fournissant de l'argent liquide pour l'essence. Elle s'en va, le sourire aux lèvres.
Au début, Janice défend Meadow, disant qu'elle fait preuve d'indépendance, mais quand elle voit l'état de la maison, elle est furieuse. Tony et Carmela lui disent de cesser d'intervenir. Janice dit qu'elle devrait partir de leur maison, mais elle et Carmela se réconcilient plus tard et cette dernière la persuade de rester. Meadow entend leur dispute. Lorsque Tony se rend à la maison pour faire changer les serrures, Meadow est à genoux sur le sol, en train de nettoyer. Tony se retourne, perplexe face à ce qu'il vient de voir.
Richie, le frère aîné de Jackie Aprile, est libéré après dix ans d'emprisonnement. Il dit qu'il a changé, qu'il s'est mis à la méditation et a appris le yoga, mais il n'accepte pas que Tony, plus jeune que lui, soit le patron, et qu'il n'obtienne pas immédiatement les mêmes avantages qu'avant. Quand Tony dit que ces choses viendront avec le temps, Richie dit : « Ce qui est à moi ne t'appartient pas ».
Richie exige des paiements d'un ancien associé, « Beansie » Gaeta, maintenant propriétaire de plusieurs pizzerias. Beansie refuse ; Richie l'agresse violemment. Une nuit, il l'attend dans un parking, sort son arme et dit à Beansie de lui montrer le respect qui lui est dû. Beansie réussit à s'échapper. Plus tard, pensant qu'il est en sécurité, il retourne à sa voiture. Richie lui fonce dessus avec sa voiture puis, alors qu'il est étendu sur le sol, il lui roule dessus. À l'hôpital, Beansie est informé qu'il ne pourra plus jamais marcher. Tony dit à Richie avec insistance que c'est lui qui commande, et que s'il ne fait pas preuve de respect, ils ne vont pas s'entendre.

### Épisode 4:Retour aux sources
- États-Unis : 6 février 2000 sur HBO
- France : 8 octobre 2000 sur Jimmy[7]

- États-Unis : 7,16 millions de téléspectateurs[15] (première diffusion)

Tony se rend à Naples avec Paulie et Christopher pour négocier la contrebande de voitures de luxe volées vers l'Italie avec une famille locale de la Camorra, liée de loin aux Soprano. Son contact là-bas est Furio Giunta, un gangster local qui parle anglais. Tony apprend que Don Vittorio, patron de la famille Naples, est sénile. Son gendre, Mauro Zucca, a pris sa succession mais il a été condamné à la prison à vie. Il est difficile pour Tony d'accepter qu'Annalisa — la fille de Vittorio et la femme de Mauro — soit cheffe de famille de facto. Tony négocie avec Annalisa, donne son prix pour les voitures, demande que Furio soit envoyé travailler pour lui aux États-Unis et que d'autres soient envoyés à l'avenir selon ses besoins. Annalisa se moque de sa proposition. Plus tard, Annalisa vient le voir mais il lui dit qu'il souhaite garder leur relation strictement professionnelle. Tony abaisse alors son prix pour les voitures en échange de plusieurs hommes de main ; elle accepte. Pendant ce temps, Paulie essaie de renouer avec ses racines mais se découvre un dégoût pour l'Italie, tandis que Christopher passe ses vacances sous héroïne.
Carmela est irrité que Tony ne l'ait pas emmenée en Italie. Elle déjeune avec Rosalie Aprile et Angie Bonpensiero. Cette dernière raconte à quel point elle est malheureuse que Pussy soit revenu. Il lui est indifférent même si elle attend le résultat d'une biopsie. Elle dit qu'elle a pensé au suicide et qu'elle a l'intention de demander le divorce. Carmela lui rend visite plus tard et l'exhorte à ne pas briser les liens sacrés du mariage.
Alors qu'il est avec son correspondant du FBI Skip Lipari, Pussy rencontre de manière impromptu Jimmy Bones, un associé de Soprano. Pussy fait passer Lipari pour un membre de la mafia, mais il a peur que Jimmy n'y croie pas. Il se rend chez Jimmy et le bat à mort avec un marteau. Pussy rentre alors à la maison avec un bouquet de fleurs. Quand Angie lui a dit plus tôt que sa tumeur était bénigne, il ne l'a pas écouté. Il lui donne les fleurs, mais après une courte pause, elle le frappe avec.

### Épisode 5:Cas de conscience
- États-Unis : 13 février 2000 sur HBO
- France : 15 octobre 2000 sur Jimmy[7]

- États-Unis : 5,34 millions de téléspectateurs[17] (première diffusion)

Fière du scénario de Christopher, Adriana l'inscrit à un cours de théâtre pour scénaristes. Il est applaudi pour son jeu dans une scène émotionnelle dans laquelle il joue un fils avec son père. Lorsqu'un élève lui demande comment il a réussi à pleurer de manière crédible, il sort, troublé et embarrassé. Lors du cours suivant, il perd le contrôle en jouant une autre scène avec l'élève qui a joué son père ; il le frappe et lui donne un coup de pied alors qu'il est allongé sur le sol. Cette nuit-là, de retour chez lui, il jette tout ce qu'il a écrit.
Installé dans le New Jersey, Furio Giunta devient un soldat de la famille Soprano. Christopher collecte de l'argent auprès du propriétaire d'un salon de bronzage utilisé comme bordel, mais les paiements sont insuffisants. Tony envoie Furio intimider le propriétaire. Furio attaque les filles et les clients, casse le bras du propriétaire, lui tire une balle dans la rotule, frappe la femme du propriétaire et lui crache dessus.
Avec l'arrivée de Furio, Tony promeut Paulie et Silvio et rétrograde Pussy. Pussy voit cela comme une trahison et s'en plaint à l'agent Lipari, qui a également le sentiment d'avoir été ignoré dans son travail. Sympathiques les uns envers les autres, chacun se plaint de la baisse des normes de leur organisation respective.
Tony devient colérique et violent lorsqu'il apprend que Janice utilise la maison de leur mère comme garantie d'un prêt. Il se rend à la maison tôt un matin pour la confronter. Il est surpris lorsque la porte est ouverte par Richie, qui dit que lui et Janice ont relancé la relation qu'ils avaient il y a de nombreuses années. Après avoir décrit leur relation comme celle d'Israël et de la Palestine, Tony part en déclarant à Richie que Janice était son problème dorénavant. Tony rend visite à Hesh Rabkin, lui demandant le réconfort et les conseils qu'il n'obtient pas du Dr Melfi. Hesh dit à Tony que le père de Tony a également eu des crises de panique. Hesh s'ennuie en écoutant Tony et raconte ses propres expériences.

### Épisode 6:Le Vagabond heureux
- États-Unis : 20 février 2000 sur HBO
- France : 22 octobre 2000 sur Jimmy[7]

- États-Unis : 5,83 millions de téléspectateurs[19] (première diffusion)

Un vieil ami d'école de Tony, David Scatino, possède un magasin d'articles de sport. Son fils, Eric,  un camarade de classe de Meadow, va chanter un duo avec elle lors de la soirée cabaret de leur lycée, bien que Meadow demande à faire un solo à la place. Scatino est un joueur compulsif - il doit 8 000 $ à Richie Aprile et a été banni du petit cercle de jeu de poker de Richie jusqu'à ce que la dette soit payée. Tony a repris la « rencontre des seigneurs », cercle de jeux à enjeux élevés de Junior, qui est assigné à résidence. David demande à Tony de le laisser jouer mais il refuse. Le jeu commence au motel que l'équipe de Tony a repris. David frappe à la porte et essaie à nouveau de persuader Tony de le laisser jouer. Après quelques instants de réflexion, Tony accepte et lui prête 5 000 $. Le jeu continue toute la nuit et Tony s'endort sur le lit.
Quand Tony se réveille le matin, David a perdu 45 000 $. Richie débarque peu après dans la pièce, voit David jouer et s'en prend à lui, interrompant le jeu. Les autres joueurs, effrayés, s'en vont. Pour ce manque de respect à son égard, Tony dit à Richie qu'il n'est pas autorisé à recouvrer sa dette auprès de David tant que Tony n'a pas recouvré la sienne. Janice dit à Richie qu'il a le droit de tenir tête à Tony. Tony apprend par l'Oncle Junior que le père de Tony et lui avait un autre frère, Eckley, mort depuis longtemps, qui était, selon les mots de Junior, « lent ». Il lui dit également que son père a laissé un «paquet» d'argent à sa mère. Tony est mal à l'aise quand il voit sa mère à l'enterrement du beau-père de la sœur de Tony, Barbara, et plus tard à la soirée cabaret du lycée. Tony dit au Dr Melfi qu'il est en colère contre tout le monde, mais ne sait pas pourquoi. Il veut la frapper, ainsi que les gens joyeux qu'il voit dans la rue. Il méprise les faibles qui courent chez les psychiatres et lui dit, comme il lui a déjà dit, qu'il admire le type fort et silencieux, comme Gary Cooper.

### Épisode 7:La Garce
- États-Unis : 27 février 2000 sur HBO
- France : 29 octobre 2000 sur Jimmy[7]

- États-Unis : 6,66 millions de téléspectateurs[20] (première diffusion)

Christopher et Adriana rencontrent Greg, le cousin de Christopher, et la fiancée de ce dernier, Amy Safir, qui travaille pour Jon Favreau, où il tournent un film à New York. Amy a hâte de rencontrer Christopher et de lire son scénario, affirmant que les histoires sur le thème de la mafia sont populaires. Elle devient rapidement attirée par lui. Adriana a conservé une copie du scénario que Christopher a jeté et le persuade de la transmettre à Jon et Amy. Christopher et Adriana sont invités sur le plateau de tournage, mais il y va seul. Il est absorbé par ce qu'il voit et fait une suggestion de dialogue que Jon adopte. Jon veut en savoir plus sur les coutumes des mafieux et obtient l'aide de Chris. Chris vient comme prévu pour le rencontrer dans sa chambre d'hôtel mais il n'est pas disponible, alors Chris appelle Amy à la place. Ils parlent, elle commence à donner des conseils pour écrire un scénario, et ils finissent par avoir des relations sexuelles. Quelques jours plus tard, il la voit dans le hall de l'hôtel et ils retournent dans sa chambre pour avoir des relations sexuelles à nouveau, mais après elle est submergée par la culpabilité. Chris trouve un scénario de Jon et voit que ce dernier a volé une anecdote que Chris lui a racontée en toute confiance. Furieux, Chris le cherche, mais il est retourné en Californie. Dans les jours suivants, Amy ne répond pas à ses messages. Il la retrouve finalement mais elle met fin à leur liaison, tout en lui affirmant qu'Hollywood a perdu tout intérêt pour les films de gangsters. Après une vive dispute, elle s'éloigne.
AJ prend la voiture de sa mère sans permission et l'endommage. Lorsque ses parents le réprimandent, il les déconcerte en déclarant que la vie est absurde et qu'il ne souhaite pas faire sa confirmation parce que «Dieu est mort». Tony consulte Pussy, qui est le parrain d'AJ et le sponsor de la confirmation et le Dr Melfi, qui explique que AJ a découvert l'existentialisme. AJ part voir sa grand-mère, qui lui dit de ne pas s'attendre au bonheur, car tout le monde meurt seul.
Pussy est obligé par le FBI de porter un micro à la confirmation d'AJ et à la réception qui s'ensuit au domicile des Soprano. Lors de la réception, Tony découvre AJ et deux amis fumant de la marijuana dans le garage. Pussy monte dans la chambre d'AJ, où il boude, et lui dit doucement que son père est un homme bon et qu'AJ est jeune et devrait profiter de la vie. Il le serre dans ses bras et le renvoie à la fête, mais Pussy lui-même va dans la salle de bain et sanglote.

### Épisode 8:La Veste
- États-Unis : 5 mars 2000 sur HBO
- France : 5 novembre 2000 sur Jimmy[7]

- États-Unis : 6,29 millions de téléspectateurs[21] (première diffusion)

Meadow espère faire ses études à l'université de Berkeley, mais ses parents veulent l'empêcher. Le voisin des Soprano, Jean Cusamano, a une sœur jumelle, Joan O'Connell, qui est une ancienne élève prestigieuse de l'Université de Georgetown. Carmela cajole Jean en demandant à Joan d'écrire une lettre de recommandation pour Meadow. Joan refuse, arguant qu'elle a déjà fait une lettre de recommandation à un autre étudiant, mais Carmela lui rend visite, lui présente une tarte à la ricotta et, en souriant, insiste pour qu'elle écrive cette lettre. Jean rapporte à Carmela que la lettre a été écrite et Carmela en demande une copie.
Silvio et Paulie font pression sur Richie pour qu'il construise une rampe pour fauteuil roulant pour la maison de Beansie, en réparation partielle de l'avoir paralysé. Richie refuse avec mépris, mais quand il apprend que ces instructions viennent de Tony, il envoie son neveu Vito Spatafore et ses ouvriers du bâtiment pour adapter complètement la maison de Beansie. Richie a une veste en cuir qu'il a obtenue il y a des années du truand redouté Rocco DiMeo. Il le donne à Tony, qui l'accepte à contrecœur mais poliment. Richie attache une grande importance à la veste et à l'acte de la donner à Tony. Il le voit plus tard porté par le mari de la femme de chambre des Soprano et se sent profondément offensé. Adriana, embarrassée dans la scène de Christopher au restaurant, l'a quitté et est retournée chez sa mère. Décidé à la reconquérir, Christopher se rend chez la mère de sa compagne et lui propose de l'épouser et qu'il l'aime. La jeune femme accepte.
Matt et Sean continuent de travailler avec Christopher, s'introduisant dans des magasins pour dérober le contenu des coffres-forts. Ils sont présentés à Richie et se moquent de ses blagues abusives sur Chris. Ils essaient et échouent à nouer des contacts occasionnels avec Tony au Bada Bing. Ils sont humiliés quand Furio récupère l'argent pour Tony des opérations de cracking et prend 1 000 $ supplémentaires pour lui-même. En attendant une rencontre avec Chris, qui ne se présente pas, ils sentent qu'ils vont nulle part et doivent faire quelque chose de radical. Ils tendent une embuscade à Chris alors qu'il quitte un restaurant, imaginant que cela leur gagnera la faveur de Richie. Chris est blessé à trois reprises par balles par les deux hommes et laissé inconscient. Sean est tué durant la confrontation. Matt, indemne, s'échappe et demande la protection de Richie, qui, furieux, le chasse.

### Épisode 9:Affaire d'éternité
- États-Unis : 12 mars 2000 sur HBO
- France : 12 novembre 2000 sur Jimmy[7]

- États-Unis : 7,18 millions de téléspectateurs[22] (première diffusion)

Christopher est toujours à l'hôpital après avoir été blessé par balles. Il est cliniquement mort pendant environ une minute et sa rate est enlevée, mais les médecins sont parvenus à le réanimer, lui permettant de survivre. Conscient mais fortement médicamenté à la morphine, il demande à voir Tony et Paulie. Il leur dit qu'il est allé en enfer et a vu Brendan Filone et Mikey Palmice, mais aussi son père, qui est de nouveau tué chaque nuit. Il rapporte que Filone et Palmice avaient un message pour Tony et Paulie: «Trois heures». Tony le réconforte, lui assurant que ce n'était qu'un rêve. Discutant de l'expérience de Chris avec le Dr Melfi, Tony dit qu'il ne pense pas que lui ou Chris iront en enfer, lui expliquant que « Les soldats ne vont pas en enfer ... toutes les personnes impliquées connaissent les enjeux et ... vous devez faire certaines choses. C'est des affaires. Nous sommes des soldats ».
Paulie, cependant, est profondément troublé par les propos de Christopher. Il essaie de persuader Chris que ce n'était que le purgatoire, pas l'enfer, mais il a encore des cauchemars à ce sujet. Sur les conseils de sa petite amie, il demande l'aide d'un médium, qui semble avoir une connaissance terrifiante du passé de Paulie, y compris le nom du premier homme qu'il ait jamais tué, il y a trente ans. Tony lui dit ne pas croire aux dires du médium. Paulie se plaint à son prêtre que toutes les donations qu'il a faites à l'église auraient dû lui donner l'immunité, il ne fera plus de don.
Pussy a une réunion de mauvaise humeur avec Skip Lipari. Il ne lui dit rien, mais répète sa peur que Tony le soupçonne. Un informateur dans la rue lui dit où se cache Matt Bevilaqua. Tony et Pussy le retrouvent et le séquestre. Tony interroge Matt, établissant que Richie n'a pas participé à la tentative de meurtre de Christopher, puis lui tire dessus, le tuant. Il jette un coup d'œil à Pussy, qui lui tire dessus aussi, et ils vident leurs armes dans le corps sans vie. Ils dînent dans un restaurant familier et parlent avec nostalgie du bon vieux temps.

### Épisode 10:Dépôt de bilan
- États-Unis : 19 mars 2000 sur HBO
- France : 19 novembre 2000 sur Jimmy[7]

- États-Unis : 7,62 millions de téléspectateurs[23] (première diffusion)

Tony Soprano commence à paniquer lorsqu'il apprend l'existence d'un témoin d'un de ses meurtres. Big Pussy Bonpensiero donne de fausses informations au FBI. Richie Aprile, incité par la manipulatrice Janice Soprano, essaye d'obtenir le soutien de Junior Soprano afin d'évincer Tony.
Un témoin identifie Tony comme l'un des deux hommes quittant les lieux du meurtre de Matthew Bevilaqua. Après un rapport de presse selon lequel le meurtre est lié à la mafia, le témoin se rétracte. Pussy a une autre entrevue de mauvaise humeur avec Skip Lipari et nie qu'il était le complice de Tony pour le meurtre de Matthew. Lipari lui ordonne d'enregistrer Tony admettant le meurtre. Le Dr Melfi dit à Tony qu'il semble effrayé.
Tony et Richie utilisent le crédit du magasin de David Scattino pour acheter des marchandises coûteuses afin de rembourser sa dette. Ils prévoient de continuer ainsi jusqu'à ce que le magasin fasse faillite. Désespéré, David songe à mettre fin à ses jours. Richie n'est pas satisfait de la réduction qu'il obtient dans le magasin et de l'accord qu'il a conclu avec l' entreprise d'assainissement de la famille Soprano. Encouragé par Janice, il aborde Junior avec l'idée d'éliminer Tony. Junior l'avertit, mais Richie souligne que Junior lui-même avait prévu de tuer Tony l'année précédente.
La femme de David n'est pas au courant de la dette désastreuse qu'il a contracté envers Tony. Elle est amie avec Carmela et la présente à son frère, Victor Musto. Carmela et Victor sont immédiatement attirés l'un par l'autre. Il est un décorateur d'intérieur en récemment veuf, et Carmela l'engage à tapisser une partie de sa maison. Ils s'embrassent soudainement lorsqu'ils sont seuls dans une petite salle de bains. Ils font en sorte qu'il vienne seul le lendemain, sans son assistant, afin qu'ils puissent parler. Ce soir-là, Victor rencontre David, qui avoue qu'il est ruiné, endetté envers Tony Soprano. Le lendemain, l'assistant de Victor arrive seul chez Carmela.

### Épisode 11:Prisonnier chez soi
- États-Unis : 26 mars 2000 sur HBO
- France : 26 novembre 2000 sur Jimmy[7]

Tony est conseillé par son avocat, Neil Mink, de «s'isoler» des «manigances» afin qu'il passe du temps à la maison, où il s'ennuie, et dans le bureau du Barone Sanitation, où il dresse un planning d'un match de basket-ball des employés et a une relation sexuelle avec la secrétaire, mais ce dernier s'ennuie toujours. Le Dr Melfi est très stressé à cause de sa relation avec Tony. Elle boit entre les séances les jours où elle le voit. Tony remarque le comportement calme de Melfi, qu'il commente en disant qu'il semble qu'elle ait pris de la drogue. Dans un restaurant avec son fils, elle fait une scène lorsqu'elle tente d'empêcher une autre cliente de fumer. Elle dit au Dr Kupferberg que, bien qu'elle soit dégoûtée par ce que lui dit Tony, elle ne peut pas s'empêcher de vouloir l'entendre. Kupferberg lui prescrit des médicaments et la presse à nouveau de cesser de traiter ce patient.
Junior et Richie vendent de la cocaïne via leur compagnie de ramassage d'ordures, ce qui met en colère Tony. Ce dernier contraint Richie d'arrêter, disant que cela peut attirer l'attention du FBI et de la DEA sur leurs activités légales. Richie le regarde avant de se détourner. Après cette confrontation, Tony a une crise de panique. Il en a presque une autre quand il voit Janice se comporter amoureusement avec Richie, qui est maintenant son fiancé, lors de la visite de la future maison que le couple va s'offrir. L'un des chauffeurs de Junior continue de vendre de la cocaïne. Junior dit qu'il a besoin de revenus pour les frais juridiques et médicaux. A l'hôpital, il est reconnu par une vieille amie d'école, Catherine Romano, qui est la veuve - et aussi la mère - d'un policier. Au début, Junior semble éviter de se rapprocher d'elle, honteux de ses maladies et de son assignation à résidence. Finalement, il lui téléphone et chez lui, elle s'occupe de lui avec affection.

### Épisode 12:Le Chevalier blanc dans son armure de satin

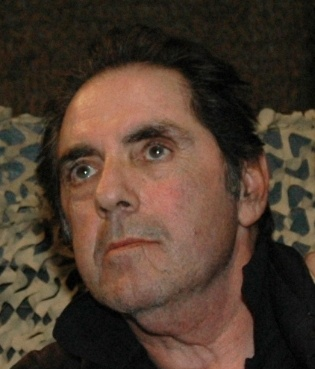
Le nom de David Proval (Richie Aprile), ici en 2008, fait partie de la distribution principale et apparaît au générique des épisodes 3 à 12 de cette saison,.

- États-Unis : 2 avril 2000 sur HBO
- France : 3 décembre 2000 sur Jimmy[7]

- États-Unis : 5,44 millions de téléspectateurs[26] (première diffusion)

Frustré de la façon dont Tony le traite, Pussy se retourne contre lui et commence à se comporter comme un agent du FBI. Christopher et un associé prévoient de détourner une cargaison de cartes Pokémon. Pussy passe la nuit à les suivre et le matin, en pleine poursuite, il s'encastre dans une autre voiture, se blesse au genou et renverse un cycliste. Skip Lipari le sort des ennuis mais le réprimande avec colère: son devoir est uniquement de collecter des preuves contre Tony Soprano.
Richie est pénalisé par Tony parce qu'il vend toujours de la cocaïne lors des collectes d'ordures, mais pour Junior, le revenu de la cocaïne est sa «bouée de sauvetage». Richie suggère de faire tuer Tony et dit qu'il peut obtenir le soutien d'autres équipes insatisfaits. Junior lui permet de soulever la question avec le capo Albert "Ally Boy" Barese. Albert n'est pas convaincu. Seul, Junior réfléchit: il calcule que Richie, à défaut de «vendre» le plan à Albert, n'est pas respecté. Junior, se sentant mieux avec Tony, en informe son neveu. Tony et Silvio commencent à planifier le meurtre de Richie.
Richie et Janice passent une soirée à se quereller dans la maison de Livia. Elle lui dit que Tony ne veut pas que ses enfants près de lui à cause de ce qu'il a fait à Beansie . Richie exprime son dégoût face à l'homosexualité présumée de son fils danseur. Janice le contredit, et il la fait taire d'un coup de poing à la bouche. Elle sort de la pièce et revient avec une arme à feu. Elle lui tire une balle dans la poitrine et le tue d'un deuxième coup de feu. Paniquée, elle téléphone à Tony, qui la trouve en train de pleurer devant le corps. Il appelle Chris et Furio pour se débarrasser du corps. Ils le démembrent avec l'équipement de découpe de viande chez Satriale. Dans la matinée, Tony rencontre Livia pour la première fois depuis son AVC. Tony explique que Richie est parti ; Livia sourit face à une Janice désemparée et dit qu'elle savait que ça ne durerait pas. La mère et le fils échangent des récriminations blessantes. En sortant, Tony trébuche sur le perron et tombe sur le devant, ce qui transforme instantanément les pleurs de Livia en un rire doux. Janice décide de repartir à Seattle.
En chargeant la machine à laver, Carmela sent le parfum d'Irina sur les vêtements de Tony. Mais il en a assez d'Irina et rompt avec elle. En réponse, Irina tente de se suicider avec de la vodka et des pilules. Il va à l'hôpital et la réconforte. Carmela organise une rencontre avec Victor Musto. Elle dit qu'un jour elle pourrait être libre et, en partant, l'embrasse légèrement sur la joue. Victor est grandement soulagé quand elle est partie. Tony envoie ensuite Silvio offrir un cadeau d'adieu de 75 000 $ à Irina. La cousine d'Irina, Svetlana Kirilenko, la presse de l'accepter. Au moment où Tony va aider Janice, Carmela, très suspicieuse envers son mari, appelle au domicile de Livia, et raccroche son téléphone après avoir entendu la voix de Tony.

### Épisode 13:Le Palais du rire
- États-Unis : 9 avril 2000 sur HBO
- France : 10 décembre 2000 sur Jimmy[7]

- États-Unis : 8,97 millions de téléspectateurs[8] (première diffusion)

Tony est victime d'une intoxication alimentaire et lors d'accès de fièvre, fait de vifs rêves. Dans l'un, il a des relations sexuelles avec le Dr Melfi dans son bureau. Dans un autre, un poisson mort sur une dalle de marché lui parle avec la voix de Pussy et dit qu'il travaille pour le gouvernement et que Tony le sait ; c'est pourquoi il ne l'a promu à un poste important. Dès qu'il le peut, Tony, venu conforter son intuition, se rend avec Silvio chez Pussy. Prétendant qu'il est toujours malade, Tony se précipite aux toilettes. Tandis que Silvio, Pussy et Angie sont en bas, il fouille la chambre et trouve le micro de Pussy caché dans une boite à cigares.
Tony dit qu'il veut que Pussy voie un bateau qu'il envisage d'acheter. Pussy accompagne alors Silvio et Tony au port, où les attend également Paulie. Dans la cabine, Tony confronte Pussy en lui demandant depuis combien de temps il est devenu informateur pour le FBI. Après avoir hésité, Pussy lui dit que c'était il y a dix-huit mois au moins. Il lui affirme avoir fourni que de la désinformation, mais admet avoir parlé aux fédéraux de l'arnaque actuelle consistant à vendre des cartes téléphoniques. Il demande à Tony de boire un verre, ce qu'il accepte. Pussy raconte une histoire cochonne et les quatre hommes commencent à rire. Se sachant condamné, il demande alors qu'on ne lui tire pas dans le visage. Il se rend à l'autre bout de la cabine et pendant qu'il demande s'il peut asseoir, Tony, Silvio et Paulie commencent à lui tirer dessus et le tuent. Paulie enlève ses bijoux pour que la police ne puisse pas l'identifier, puis Tony et ses deux lieutenants jettent son corps à la mer, tout en l'ayant bien lesté avec des poids et chaînes pour éviter que son corps ne remonte à la surface.
Peu de temps après le départ de Janice, Tony et sa sœur cadette Barbara arrivent chez Livia pour discuter de ses conditions de vie permanentes. Le mari de Barbara ne lui permettra pas de vivre avec eux ; la maison de retraite ne la récupérera pas. En colère, Tony lui donne deux billets d'avion avec lesquels elle et sa sœur peuvent voler en première classe à Tucson, où vit une autre sœur. Mais les billets ont été obtenus grâce à l'effondrement du magasin de David, et Livia est détenue à l'aéroport de Newark pour possession de billets d'avion volés. Des agents du FBI arrivent au domicile de Tony avec un mandat de perquisition et il est emmené menotté devant Meadow et certains de ses amis. Sa cérémonie de remise des diplômes et sa fête ont lieu le lendemain, mais son père est libéré à temps pour assister aux deux événements.